# Mora (Minnesota)
Mora es una ciudad ubicada en el condado de Kanabec en el estado estadounidense de Minnesota. En el Censo de 2010 tenía una población de 3571 habitantes y una densidad poblacional de 261,63 personas por km².

## Geografía
Mora se encuentra ubicada en las coordenadas 45°52′35″N 93°17′30″O / 45.87639, -93.29167. Según la Oficina del Censo de los Estados Unidos, Mora tiene una superficie total de 13.65 km², de la cual 12.96 km² corresponden a tierra firme y (5.07%) 0.69 km² es agua.

## Demografía
Según el censo de 2010, había 3571 personas residiendo en Mora. La densidad de población era de 261,63 hab./km². De los 3571 habitantes, Mora estaba compuesto por el 96.08% blancos, el 0.76% eran afroamericanos, el 0.7% eran amerindios, el 0.25% eran asiáticos, el 0% eran isleños del Pacífico, el 0.31% eran de otras razas y el 1.9% pertenecían a dos o más razas. Del total de la población el 2.21% eran hispanos o latinos de cualquier raza.